# Течение Ирмингера
Тече́ние И́рмингера — течение в северной части Атлантического океана неподалёку от Исландии. Ответвляется от Северо-Атлантического течения. Течение является компонентом Северо-Атлантического субполярного круга и перемещает относительно тёплые воды на север, где они перемешиваются с водами относительно холодного Гренландского течения.
Названо в честь датского вице-адмирала, мореплавателя и гидрографа Карла Людвига Христиана Ирмингера (1802—1888).